# Famille von Saucken
La famille von Saucken, également Sauken, est le nom d'une ancienne famille noble prussienne. La famille, dont certaines branches existent encore aujourd'hui, appartient à l'ancienne noblesse de la vieille Prusse.
Selon Kneschke, il n'y a pas de lien de parenté avec la famille Saucken, également appelée Sauken ou Sawken, qui possède encore des biens dans l'arrondissement de Lauenbourg-en-Poméranie au milieu du XVIIe siècle et qui porte un autre blason (d'azur à trois rivières d'argent qui coulent en travers les unes des autres et d'où sort une écrevisse). Micraelius classe cette famille parmi les familles nobles libres de Poméranie.

## Histoire

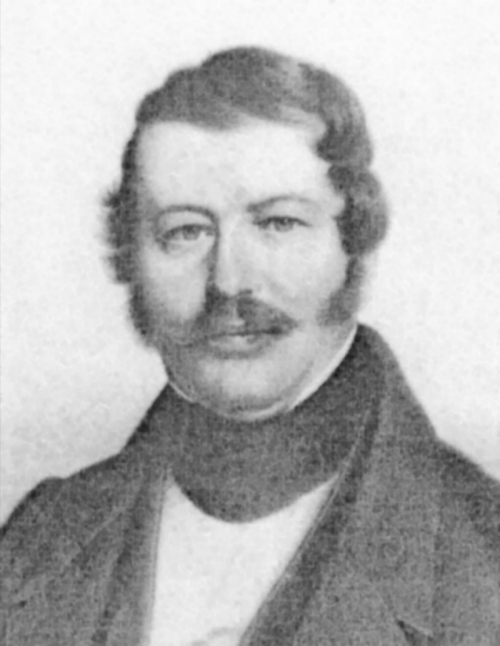
Ernest Friedrich von Saucken (1791-1854)

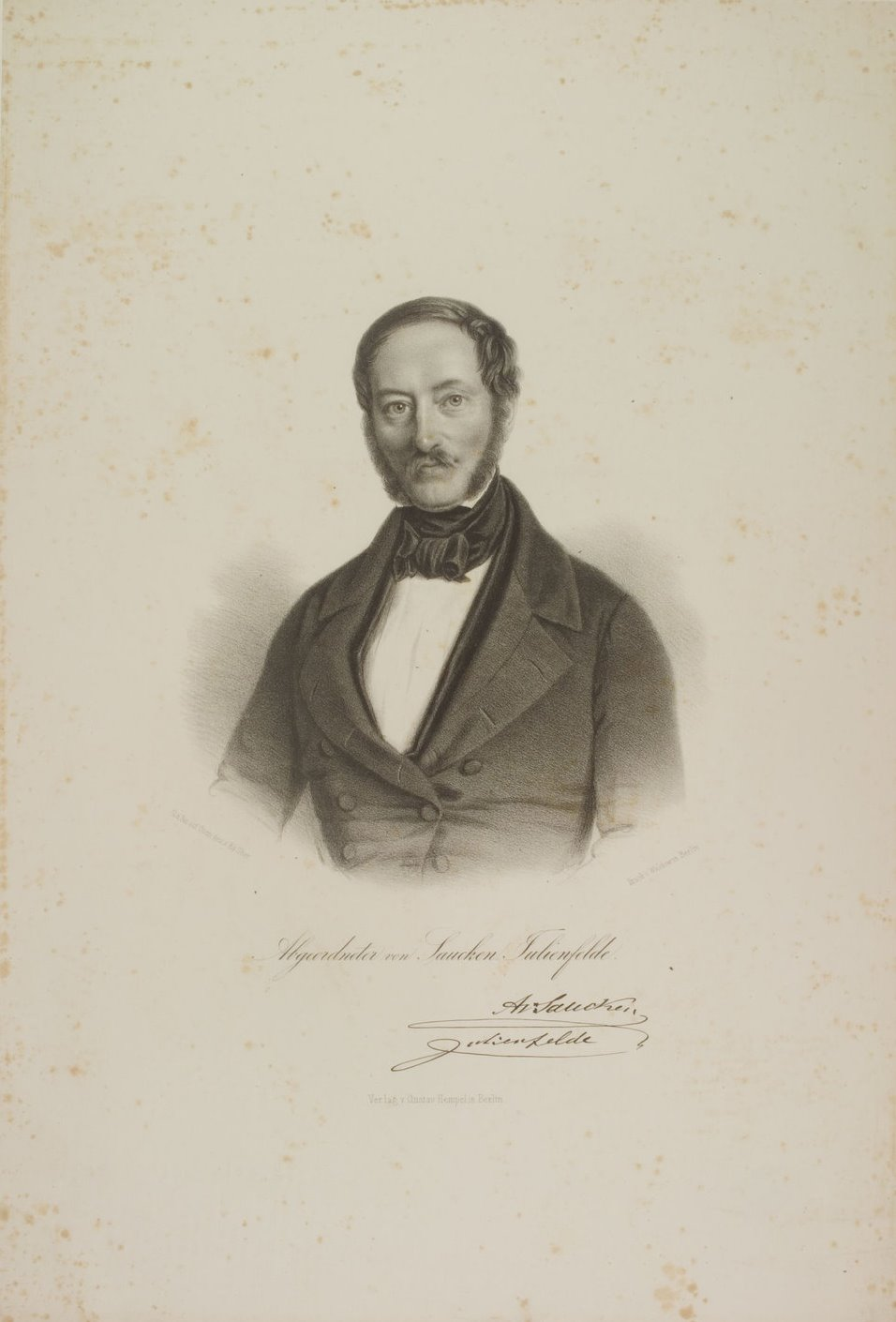
August von Saucken-Julienfelde (1798-1873)

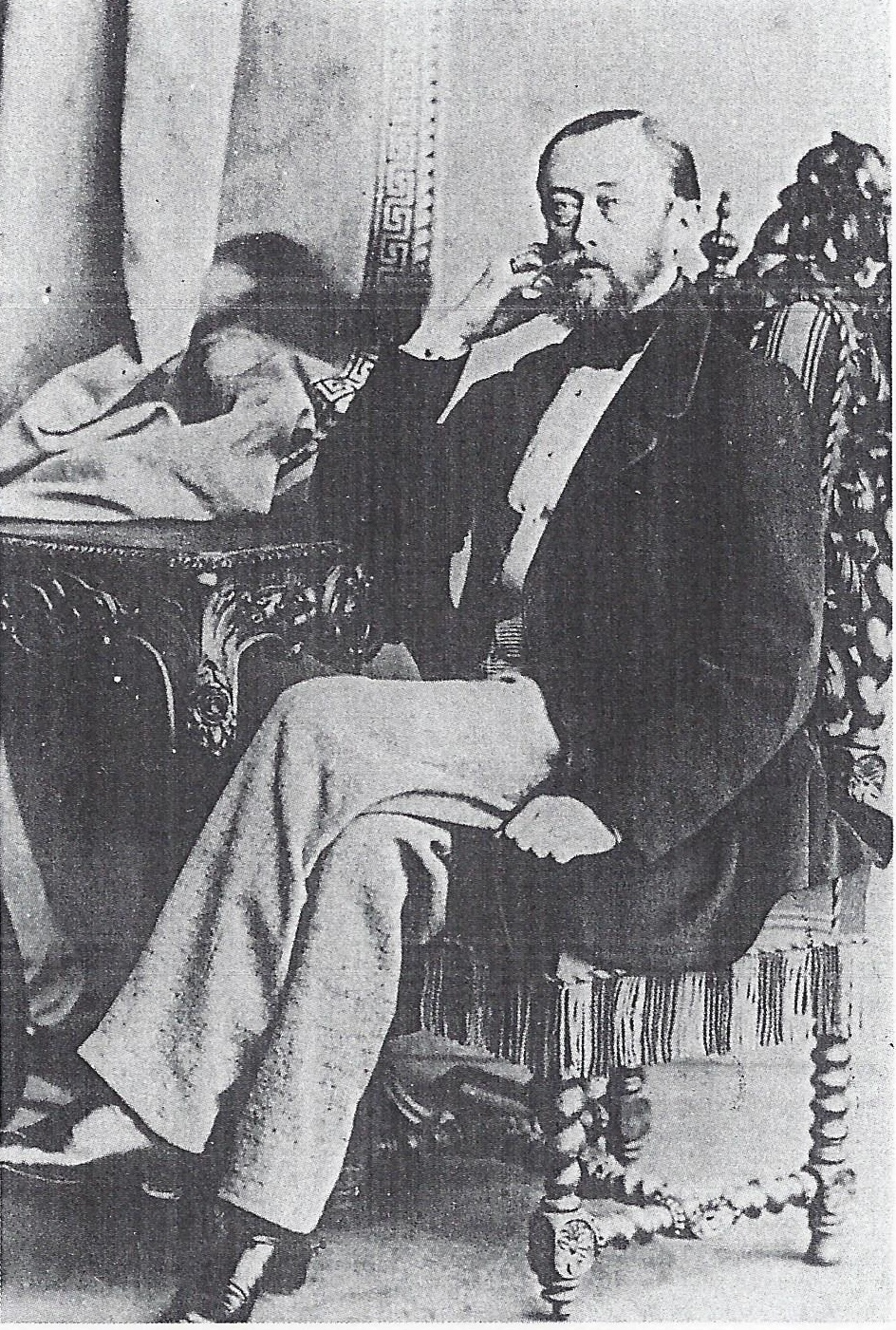
Karl von Saucken (1822-1872)

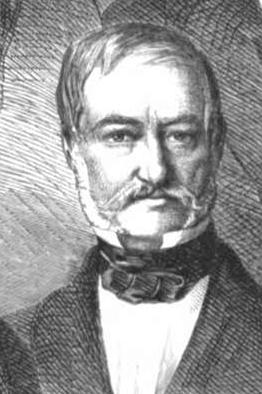
Konstanz von Saucken-Julienfelde (1882-1980)

### Origine
La famille est mentionnée pour la première fois avec les frères Niklas et Santyrme zur Wickrau (également Nikolaus et Santtir von der Wickrau) dans un document datant de 1339. Groß et Klein Wickerau ainsi que Luxeten leur sont attribués,. En 1384, Sander von Wickrau apparaît dans un document et se voit attribuer plusieurs fermes à Podangen. Le Genealogisches Handbuch des Adels commence la lignée ininterrompue de la famille avec Bartusch von Saucken sur Wickerau et Woritten. Il apparaît dans les documents à partir de 1470 et est décédé en 1520.
Selon le Jahrbuch des Deutschen Adels, les von Saucken sont une branche de l'ancienne famille prussienne von der Wickerau, qui s'est éteinte à la fin du XVe siècle et qui est donc également apparentée à la famille von Kindwangen et aux von Krockow (de), éteinte au début du XVIIe siècle, qui portent également une corne de chasse noire dans leurs armoiries. Barcz von Saucken (né en 1459) sur Wickerau, Spangen et Woritten est cité comme l'ancêtre de la famille. Il est mercenaire des chevaliers teutoniques et est tué dans la guerre de Mohrungen en 1470.
Par son mariage avec une fille de la famille noble von Kuenheim, originaire d'Alsace puis de Prusse-Orientale, descendante de Georg von Kuenhein (de) (mort en 1611) et de sa femme Margarete von Kunheim (morte en 1570), la parenté avec le grand réformateur est transmise aux von Saucken.
En 1922, une association familiale est fondée à Königsberg.

### Expansion et personnalités
Peter von Saucken sur Groß- et Kleinwickerau, Thungen et Podangen, un petit-fils de Barcz, mourut en 1581 comme seigneur de gage sur Luxeten. Il se marie avec Katharina von Bartsch de la branche de Demuth (de). Leur fils Heinrich von Saucken sur Wickrau et Woritten apparaît dans des documents de 1592, devient locataire du bureau de la chambre de Borchersdorf et se marie avec Magdalena von Parthein. Leur arrière-petit-fils, Wilhelm Fabian von Saucken (né vers 1688) sur Wickerau, Paulken et Karneyen (ces deux derniers sont aujourd'hui des quartiers de Miłakowo) est seigneur en gage sur Gudnick ainsi que administrateur de l'arrondissement de Preußisch Holland (de). Il meurt en 1749 en tant que capitaine impérial russe. Les fils de ses deux mariages avec Maria Elenora von Frankenberg und Ludwigsdorf (de) de la branche de Dalbersdorf (1700–1732), conclu en 1719, et Theodora Elisabeth von Hohendorff (de) (morte en 1758) de la branche de Körnen, conclu en 1735, deviennent les fondateurs des deux lignées de la famille.

#### Première lignée
Alexander Christoph von Saucken (1724-1762) sur Wickerau avec Paulken et Karneyen, Groß- et Kleineigehehnen, est le fondateur de la première lignée. Il entre au service de Holstein-Gottorp en tant que cadet du drapeau et se marie en 1753 avec Sophie Albertine von der Groeben de la branche de Ponarien (1732–1785). Son fils unique Ernst Wilhelm Christoph von Saucken (1758–1817) à Wickerau (en) et Paulken dans l'ancien arrondissement de Preußisch Holland (de), Karneyen dans l'arrondissement de Mohrungen (de) et Tarputschen dans l'arrondissement de Darkehmen (de), sert comme lieutenant prussien dans le régiment de dragons "Posadowsky". De son mariage en 1786 avec Christine Amalie Austin (1764-1833) il a dix enfants, trois filles et sept fils.
Parmi les fils, Ernst Friedrich von Saucken (1791–1854) sur Tarputschen et Tataren dans l'arrondissement de Darkehmen et Georgenfelde et Schönwiese dans l'arrondissement de Gerdauen, devient Rittmeister prussien. Il sert en dernier lieu dans le 2e régiment de dragons prussien-occidental. De son mariage avec Louise von Heyligenstädt (1792-1832) en 1816 naît Karl Ernst von Saucken-Georgenfelde (de) (1822-1871), qui est député de la Chambre des représentants de Prusse de 1861 à 1866 et de 1867 à 1870. De 1867 à 1871, il est également député du Reichstag de la Confédération de l'Allemagne du Nord. Son frère Kurt von Saucken-Tarputschen (de) (1825–1890) étudie le droit et est directeur d'État de la province de Prusse-Orientale de 1878 à 1884. De 1862 à 1887, avec une brève interruption, il est député de la Chambre des représentants de Prusse et de 1874 à 1884 député du Reichstag. Kurt se marie avec sa cousine Lina Johanna Emilie Amalie von Saucken en 1849. Son fils Ernst von Saucken (de) (1856-1920) est un important peintre de Prusse-Orientale.
August Heinrich von Saucken (de) (1798-1873) à Julienfelde dans l'arrondissement de Darkehmen, frère cadet d'Ernst Friedrich, devient conseiller général régional. Son mariage avec Karoline von Below (de) (1804–1871) en 1825 donne naissance à un fils et trois filles. August est impliqué dans le duel entre Vincke et Bismarck (de) en 1852 en tant que second de Georg von Vincke. Konstanz von Saucken (de) (1826-1891) sur Julienfelde, le fils du couple, est dans le service de la justice d'État jusqu'en 1857 et député de la Chambre des représentants de Prusse jusqu'en 1882. De 1874 à 1878, il est député du Reichstag. Sa tante Friederike Elenore von Saucken (1787-1830), la sœur aînée d'August Heinrich et d'Ernst Friedrich, se marie en 1809 avec le futur lieutenant général prussien Karl August von Esebeck (1786-1871) et Amalie Ernestine Emilie von Saucken (1795-1858), une autre tante, se marie en 1814 avec le général d'infanterie prussien Karl Christian von Weyrach (1782–1869).

#### Seconde lignée
Abraham Wilhelm von Saucken (1741-1818), le demi-frère d'Alexander Christoph, fut le fondateur de la deuxième lignée de la famille. Il se marie avec Anna Maria von der Goltz. De ce mariage est né Friedrich Heinrich Wilhelm von Saucken (né en 1762) sur Neu Astrawischken, plus tard aussi sur Raudischken (de) dans l'arrondissement de Gerdauen, qui meurt en tant que lieutenant prussien en 1828. Son mariage avec Elenora Elisabeth Sophie von Oldenburg (1767–1841) en 1787 donne naissance à sept enfants, six fils et une fille. Parmi les fils, Wilhelm Leopold Gustav Adolf von Saucken (1791-1858) sur Raudischken, plus tard sur Lochen dans l'arrondissement de Preußisch Eylau (de), capitaine de cavalerie prussien, en dernier lieu dans le 2e régiment de dragons prussien-occidental. Il se marie en 1821 à Königsberg avec Elfriede Friederieke Wilhelmine de la Chevallerie (1803-1870). Leur fils Ernst Wilhelm Oskar von Saucken (de) (1833-1910) est un capitaine prussien, administrateur de l'arrondissement de Preußisch Eylau, député de la Chambre des représentants de Prusse et du Synode général ainsi qu'un chevalier de justice de l'Ordre de Saint-Jean.
Karl Wilhelm August Eduard von Saucken (né en 1793) sur Raudischken, Kaukern dans l'arrondissement d'Insterbourg et Reussen dans l'arrondissement d'Angerburg, frère de Wilhelm Leopold Gustav Adolf, mort en 1865 en tant que lieutenant prussien et sert en dernier lieu dans le 8e régiment de grenadiers. Il a trois fils de son mariage avec Anna Josepha Paris (1799-1865) à Egeln en 1819. Anna Josepha et Karl Wilhelm August Eduard sont les arrière-grands-parents de Dietrich von Saucken (1892-1980), fils du conseiller du gouvernement prussien Wilhelm Eduard Erich von Saucken (né en 1858) et de son épouse Berta Marie Westphal (née en 1862), , qui est promu général des troupes blindées pendant la Seconde Guerre mondiale. Récipiendaire des diamants de la croix de chevalier de la croix de fer, il est l'un des 27 soldats les plus décorés de la Wehrmacht.

## Armes

### Blason de la famille
Le blason montre un aigle noir en or, posé sur un cor de chasse noir. Sur le casque avec des lambrequins noir et or, un cor de chasse noir au repos avec un cordon noir (également doré) enroulé vers le haut.
Les armoiries arborant et illustrées ici sont utilisées uniformément depuis 1930 par décision familiale.

### Histoire des armoiries
Les armoiries apparaissent sur des empreintes de sceau plus récentes, les plus anciennes ne sont pas connues. La représentation du cor en particulier y varie. Des illustrations peintes plus anciennes montrent également la corne noire seule dans le champ doré.
D'après le Jahrbuch des Deutschen Adels (1898), tome 2, pp. 380-394, une forme plus ancienne des armoiries en or montre un aigle noir au-dessus d'un cor de chasse noir reposant à la base de l'écu. Sur le casque avec des couvertures noires et dorées, un cor de chasse noir au repos (également avec une caisse claire en or enroulée vers le haut). Une forme plus récente montre un aigle noir blindé d'or en bleu, tenant dans ses griffes un cor de chasse doré avec un nœud coulant doré tordu vers le haut. Sur le casque avec une couverture bleu et or un cor de chasse doré comme dans le bouclier.
Dans l'Adelslexicon der Preußischen Monarchie de Ledebur (1856) volume 2, pp. 342-343 montre les armoiries en argent, une corne de chasseur noire avec garnitures en or et une bande en or, sur laquelle se trouve un aigle noir. La corne du chasseur est répétée sur le casque. Dans le Neues allgemeines deutsches Adels-Lexicon (1868) Volume 8, pp. 54-55 de Kneschke, les von Sauckens en argent portent une corne de chasseur noire avec des garnitures et des bandes en or, sur laquelle un aigle noir.

## Personnalités

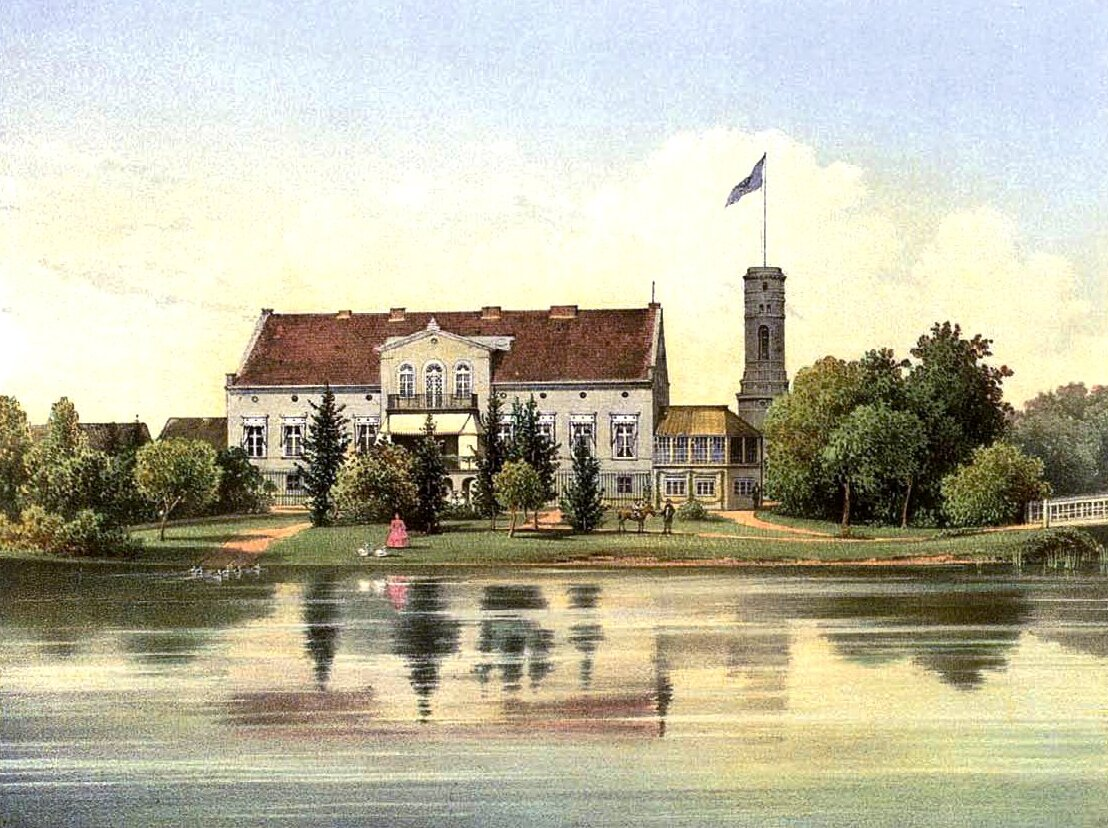
Manoir de Georgenfelde vers 1860 (Collection Alexander Duncker).

- Arthur von Saucken (1852-1938), lieutenant général prussien
- August von Saucken-Julienfelde (de) (1798-1873), homme politique
- Dietrich von Saucken (1892-1980), général allemand
- Ernst Friedrich Fabian von Saucken-Tarputschen (1791-1854), député du parlement de Francfort
- Ernst von Saucken (de) (1856-1920), peintre et compositeur
- Karl von Saucken (de) (1822,-1871), propriétaire d'un manoir de Prusse orientale et homme politique
- Konstanz von Saucken-Julienfelde (de) (1826-1891), propriétaire foncier et député du Reichstag
- Kurt von Saucken-Tarputschen (de) (1825-1890), juriste
- Oskar von Saucken (de) (1833-1910), propriétaire foncier et député de la Chambre des représentants de Prusse
- Reinhold von Saucken (de) (1889-1966), diplomate et consul général allemand
- Hans von Saucken (1893-1966), diplomate et consul général allemand